# Planeten Pi
Planeten Pi är ett barnprogram producerades av Sveriges Television och visade i Kanal 1 i 1994. Programmet handlar om naturlagarna och utspelade sig på den paradisiska planeten Pi med dockorna Ada, Evert och Gudrun.  Det finns även en orm som ständigt försöker sälja människorna äpplen. Medverkade gjorde bland annat Pia Johansson, Johan Ulveson, Anneli Martini, Robert Gustafsson och Lars-Göran Persson. Efter den första visningen har programmet repriserats i SVT1 och Barnkanalen. Dockmakare var Jonna Grimstoft från Raja-teatern i Kramfors/Härnösand.
I programmet förekom även inslagen "Naturlagarna", "Kvidevitt eller rubbet" samt en musikvideo med Anders Lundin och Lars In de Betou. Naturlagarna var tecknade berättelser om Dolly och Dolores som hjälpte till att "laga" naturrelaterade problem. Kvidevitt eller rubbet var en variant av Kvitt eller dubbelt där Anders Lundin var programledare och nallen Benny tävlade. Publiken bestod av hurrande nallar. Benny vann varje omgång och fick därefter kramar av sin mamma och ett otal priser.